# Mr. Capone-E
Фахад Азам (сценическое имя Mr. Capone-E) - рэпер пакистанского происхождения из Южной Калифорнии. Решение начать музыкальную карьеру посетило его ещё в 1998 году, после освобождения из тюрьмы. Capone-E организовывает свой лейбл — Hi-Power Entertaiment, а затем подписывает контракт со студией Thump Records, после дебюта в 2000 году, где он выпустил свои более поздние работы, включая альбом 2003 года «Dedicated 2 the Oldies».

## Сольная карьера

### 2001—2010
Mr. Capone-E выпустил свой первый сольный альбом «Last Man Standing» в 2001 году. Его второй альбом «Reys Town» был выпущен в 2002 году, после подписания трехлетнего контракта с Thump Records. В том же году он встретил рэпера Mr. Criminal на авто-шоу лоурайдеров, впоследствии он помог сделать ему свой первый прорыв, когда они записали совместный трек «Criminal Mentality», получивший международную популярность в 2003 году.
В 2002 году Capone-E выпустил свой DVD-диск «A Day in the Life of Mr. Capone».
В 2003 году выпустил альбом «Mr. Capone-E: Dedicated to the Oldies», миллионы копий которого, были проданы и продолжают продаваться сегодня.
Mr. Capone-E вернулся на Thump Records, где выпустил свой пятый («Soldier Story») и шестой («Zap & Mr. Capone-E Vol.1 & 2») альбомы, которые были широко приняты на улицах.
Денежные вопросы стали появляться между Capone-E и Thump, что в конечном счете привело к неоплаченным роялти Capone-E. В конечном счете он разорвал контракт и сохранил все свои права на музыку, опубликованную Thump Records.
В 2006 году на студии SMC он выпустил седьмой альбом, занявший #18 в Top Heatseekers Album Chart, #25 в Independent Albums Chart и #68 в Billboard R&B/Rap Albums, куда вошёл трек «Don’t Get it Twisted», записанный вместе с Twista.
В 2007 году он подписал контракт с Koch Records, где в 2008 году выпустил альбом «Mr. Capone-E: Dedicated to the Oldies Part II», который занял #17 в Top Heatseekers Albums Chart и #66 в Billboard R&B/ Hip Hop Album.
В 2008 Capone-E выпустил девятый альбом «Diary of a G», куда вошёл сингл «Light my Fire», записанный совместно со Snoop Dogg.
После релиза своих успешных альбомов, Mr. Capone-E выпустил в 2010 году альбомы «The Blue Album» и «Mr. Capone-E: Tears of a Soldier», записанный для его фанатов.

### Hi Power Entertainment
Mr. Capone-E стал приглашать в свой лейбл underground-рэперов, в том числе Bizzy Bone, Layzie Bone, Suga Free, MC Eiht и Lil Flip.
В итоге, на лейбле Hi-Power записали свои треки более 30 исполнителей.

#### Исполнители лейбла
| - Mr. Capone-E - Mr. Criminal - Miss Lady Pinks - Grumpy - Stomper - Soldier Ink - Malow Mac - Silent - Triste Loko | - Compton's Most Wanted - MC Eiht - Big Lokote - Bizzy Bone - Layzie Bone - Lucky Luciano - Lil G - Brown Boy - Suga Free | - Lil Flip - Mr. JR - Lil Sic - Bozo - Lil Tweety - Latin Boi - Spanky - Triggerman |

## Дискография

### Альбомы
| Год  | Альбом | Пиковые позиции в чартах | Пиковые позиции в чартах |
| Год  | Альбом | U.S. R&B                 | U.S. Heat                |
| ---- | --- | ------------------------ | ------------------------ |
| 2000 | Mr. Capone-E & the Southsiders - Released: October 24, 2000 - Label: Hi-Power Entertainment (2020) - Format: CD                                   | —                        | —                        |
| 2001 | Last Man Standing - Released: October 9, 2001 - Label: Thump (579060) - Format: CD, digital download                                              | —                        | —                        |
| 2003 | Dedicated 2 the Oldies - Released: March 18, 2003 - Label: Thump (579099) - Format: CD                                                            | —                        | —                        |
| 2004 | Always and Forever - Released: September 28, 2004 - Label: Thump (900012) - Format: CD, digital download                                          | —                        | —                        |
| 2006 | A Soldier’s Story - Released: April 18, 2006 - Label: Thump (579214) - Format: CD, digital download                                               | —                        | 30                       |
| 2006 | Don’t Get It Twisted - Released: August 29, 2006 - Label: SMC (150) - Format: CD, digital download                                                | 68                       | 18                       |
| 2006 | Connected (Lil Flip & Mr. Capone-E album) (with Lil' Flip) - Released: November 14 , 2006 - Label: Hi-Power (2058) - Format: CD, digital download | —                        | —                        |
| 2007 | Dedicated 2 the Oldies 2 - Released: September 11, 2007 - Label: Hi-Power (2051) - Format: CD, digital download                                   | 66                       | 17                       |
| 2007 | Still Connected (with Lil' Flip) - Released: November 6, 2007 - Label: Hi-Power (2058) - Format: CD, digital download                             | 68                       | —                        |
| 2008 | Love Jams - Released: April 29, 2008 - Label: Hi-Power (2073) - Format: CD, digital download                                                      | —                        | —                        |
| 2009 | Diary of a G - Released: August 25, 2009 - Label: Hi-Power (2110) - Format: CD, digital download                                                  | —                        | —                        |
| 2009 | The Lost Chapters - Released: October 27, 2009 - Label: Hi-Power Ent. - Format: CD, digital download                                              | —                        | —                        |
| 2010 | The Blue Album - Released: June 15, 2010 - Label: PMC (72149) - Format: CD, digital download                                                      | 88                       | —                        |
| 2010 | Gang Stories - Released: 2010 - Label: PMC (72163) - Format: CD, digital download                                                                 | —                        | —                        |
| 2011 | South Side’s Most Wanted (with Mr. criminal) - Released: March 8, 2011 - Label: Hi Power Ent. (72173) - Format: CD, digital download              | —                        | —                        |
| 2011 | Tears of a Soldier - Released: July 12, 2011 - Label: Hi Power Ent. (2181) - Format: CD, digital download                                         | —                        | —                        |
| 2012 | Love Jams 2 - Released: June 5, 2012 - Label: Hi Power Ent. - Format: CD, digital download                                                        | —                        | —                        |
| 2013 | Oldies for Life - Released: September 24, 2013 - Label: Hi Power Ent. - Format: CD, digital download                                              | —                        | —                        |
| 2016 | For Respect - Released: May 13, 2016 - Label: Hi Power Ent. - Format: CD, digital download                                                        | —                        | —                        |
| 2016 | No Regrets - Released: May 13, 2016 - Label: Hi Power Ent. - Format: CD, digital download                                                         | —                        | —                        |
| 2017 | Jackin' Your Beats - Released: January 27, 2017 - Label: Hi Power Ent. - Format: CD, digital download                                             | —                        | —                        |
| 2017 | Gangster Love - Released: February 27, 2017 - Label: Hi Power Ent. - Format: CD, digital download                                                 | —                        | —                        |

2017| A Hi Power OG Smokeout
- Released: April 28, 2017
- Label: Hi Power Ent.

|-
2017| My Gang Related
- Released: May 19, 2017
- Label: Hi Power Ent.

|-
2017| California Love: All Eyez On Me
- Released: June 16, 2017
- Label: Hi Power Ent.

|-
2017| Just A Player
- Released: July 21, 2017
- Label: Hi Power Ent.

### Синглы
| Год  | Композиция                                                      | Пиковые позиции в чартах | Пиковые позиции в чартах | Альбом                   |
| Год  | Композиция                                                      | U.S. Rhyth               | U.S. Latin Rhyth         | Альбом                   |
| ---- | --------------------------------------------------------------- | ------------------------ | ------------------------ | ------------------------ |
| 2006 | «Don’t Get It Twisted» (featuring Twista)                       | 40                       | 39                       | Don’t Get It Twisted     |
| 2007 | «You Should Be a Model»                                         | —                        | 32                       | Don’t Get It Twisted     |
| 2007 | «Summertime Anthem» (featuring Fingazz)                         | —                        | 29                       | Dedicated 2 The Oldies 2 |
| 2007 | «Mami Mira» (Mr. Criminal featuring Nate Dogg and Mr. Capone-E) | —                        | 26                       | Ryder Muzic              |
| 2009 | «Light My Fire» (featuring Snoop Dogg)                          | —                        | 35                       | Diary of a G             |